# Основы государственной культурной политики
Основы государственной культурной политики — документ стратегического планирования, определяющий главные направления государственной культурной политики. Основы представляют собой базовый документ для разработки и совершенствования законодательных и иных нормативных правовых актов Российской Федерации, регулирующих процессы культурного развития в России, а также государственных и муниципальных программ. Документ утвержден Указом Президента Российской Федерации от 24.12.2014 г. № 808 и вступил в силу со дня его подписания.

## Правовая основа
Как отмечается в преамбуле документа, правовой базой Основ является Конституция Российской Федерации.

## Предыстория
Федеральный закон «Основы законодательства Российской Федерации о культуре» был подписан Борисом Ельциным еще в 1992 году и принят Государственной Думой 23 ноября 1994 года. В 1999 году был принят Федеральный закон №115-ФЗ «О внесении изменения и дополнений в Закон Российской Федерации "Основы законодательства Российской Федерации о культуре», в который в дальнейшем неоднократно вносились дополнительные изменения.
Рабочую группу по подготовке нового документа возглавил руководитель АП РФ Сергей Иванов; его проект был опубликован на официальном сайте Президента РФ, а также в «Российской газете».

## Основные положения
Как отмечается в документе, основная цель государственной культурной политики — формирование гармонично развитой личности и укрепление единства российского общества посредством приоритетного культурного и гуманитарного развития.
«Целями государственной культурной политики также являются: 
- укрепление гражданской идентичности;
- создание условий для воспитания граждан;
- сохранение исторического и культурного наследия и его использование для воспитания и образования;
- передача от поколения к поколению традиционных для российской цивилизации ценностей и норм, традиций, обычаев и образцов поведения;
- создание условий для реализации каждым человеком его творческого потенциала;
- обеспечение доступа граждан к знаниям, информации, культурным ценностям и благам».

Основными принципами государственной культурной политики документ называет:
- «территориальное и социальное равенство граждан, в том числе граждан с ограниченными возможностями здоровья, в реализации права на доступ к культурным ценностям, участие в культурной жизни и пользование организациями культуры;
- открытость и взаимодействие с другими народами и культурами, представление об отечественной культуре как о неотъемлемой части мировой культуры;
- соответствие экономических, технологических и структурных решений, принимаемых на государственном уровне, целям и задачам государственной культурной политики;
- свобода творчества и невмешательство государства в творческую деятельность;
- делегирование государством части полномочий по управлению сферой культуры общественным институтам»[9].

## Дальнейшая реализация и перспективы
Распоряжением Правительства Российской Федерации от 29 февраля 2016 года № 326-р была утверждена Стратегия государственной культурной политики на период до 2030 года, являющаяся документом стратегического планирования, разработанным в рамках целеполагания по межотраслевому принципу. Как отмечается в преамбуле Стратегии, она разработана во исполнение Основ государственной культурной политики и направлена на реализацию их целей и задач; «основывается на Конституции Российской Федерации, международных договорах, соглашениях и конвенциях, участницей которых является Российская Федерация, Стратегии национальной безопасности Российской Федерации, Концепции долгосрочного социально-экономического развития Российской Федерации на период до 2020 года, Основах государственной культурной политики, других документах стратегического планирования, разработанных в рамках целеполагания». Отмечается, что одним из ожидаемых итогов реализации Стратегии станет «формирование новой ценностно ориентированной модели государственной культурной политики, включающей в себя также и региональное измерение с учётом федеративного устройства Российской Федерации».
25 января 2022 года президент России Владимир Путин подписал указ о внесении изменений в Основы государственной культурной политики. Поправки затронули практически весь документа, изложены на 15 страницах и введен, например, термин «гражданское общество».  
Поправками закреплено то, что государственная культурная политика реализуется, в том числе, и для "достижения целей и выполнения задач в области обеспечения национальной безопасности и социально-экономического развития».
В основаниях для выработки государственной культурной политики отмечено то, что  недружественные страны, международные организации и транснациональные корпорации, иностранные неправительственные организации, а также различные экстремистские и террористические организации хотят уничтожить традиционные российские духовно-нравственные ценности и подорвать культурный суверенитет России.
Среди принципов государственной культурной политики после внесения поправок также: приоритетная государственная поддержка культурной деятельности, направленной на сохранение традиционных российских духовно-нравственных ценностей, исторической памяти и защиту исторической правды, создание условий для воспитания и развития детей на основе традиционных российских духовно-нравственных ценностей и защита интересов детей, а также защита традиционных семейных ценностей.
К задачам добавлены: сохранение общероссийской гражданской идентичности; противодействие социокультурным угрозам и экстремизму, а также обеспечение контроля качества выполнения этого государственного заказа; защита и поддержка русского языка как государственного языка РФ; обеспечение соблюдения норм современного русского литературного языка и противодействие излишнему использованию иностранной лексики; принятие мер по защите российского общества от внешней идейно-ценностной экспансии и деструктивного информационно-психологического воздействия; формирование государственного заказа на создание произведений литературы и искусства, оказание услуг, направленных на сохранение и популяризацию традиционных российских духовно-нравственных ценностей и другие. 